# Капсюльный мост
Капсюльный мост — мост через реку Охту в Красногвардейском районе Санкт-Петербурга.

## История
Мост расположен на Капсюльном шоссе. Название моста напоминает о существовании в этом районе капсюльных мастерских пороховых заводов, строительство которых началось в 1715 году по указу Петра I. Капсюльное шоссе обладает асфальтово-грунтовым покрытием и в настоящее время ведёт на территорию завода «Химволокно». Вдоль шоссе существовала заводская железнодорожная ветка, от которой в данный момент остались насыпи, шпалы и руины деревянных мостов.
В 1994 году построен металлический мост по проекту инженера В. И. Фельдмана. Название присвоено в 1997 году.

## Конструкция
Мост имеет протяжённость 41,60 м. Капсюльный мост — это мостовое сооружение на деревянных сваях, с деревянными настилом, на металлическом каркасе. Переброшен для движения пешеходов и автомобильного транспорта через реку Охту.